# Johannes Nevala
Johannes Nevala (født 1966 ) er en finsk kunstner og fuglemaler, der maler fugle i olie, akryl, akvarel og forskellige grafiske teknikker, specielt ved kysten. Hans kunst er inspireret af det nordiske lys og kunstnere som von Wright, Bruno Liljefors, Gunnar Brusewitz og Lars Jonsson, der specialiserede sig i natur og fugle.
Han har boet på Gotland, Sverige, siden 1992.

## Udstillinger
Nevala debuterede i 1993 med en akvareludstilling på Gotland. 1998 præsenterede Nevala en udstilling med titlen "Fugle i lys" på Galleri Ridelius i Visby. Denne udstilling, der inkluderede både akvareller og oliemalerier, betragtes som afgørende for hans kunstneriske karriere. Nevala har gennem årene deltaget i flere internationale udstillinger.
I 2003 blev han en af de første kunstnere fra de nordiske lande og den første fra Finland , der blev accepteret i udstillingen "Fugle i kunst", arrangeret af Leigh Yawkey Woodson Art Museum. Året efter deltog han i udstillingen "IV Centuries of Birds", arrangeret af Clarke Galleries, der blev afholdt på flere steder, herunder New York City, Stowe og Palm Beach. Dette blev efterfulgt af udstillinger ved Mall Galleries i Londonog Kunsthuis van het Oosten i Holland.
I 2011 holdt han en større udstilling på Tobaksmagasinet, Jakobstads Museum, i Finland.  Dette blev efterfulgt af andre udstillinger i Finland: Luontotalo Arkki, Satakunnan Museum; Galleri Karaija, Inkoo; og Gumbostrand konst & form, Sibbo. I 2021 vendte han tilbage for tiende gang til Woodson Art Museum's Birds in Art med sit kunstværk "Persona" . Maleriet blev udvalgt til udstilling på følgende kunststeder i USA:
- Newington-Cropsey Foundation, New York (2022).
- Arizona-Sonora Desert Museum, Tucson, Arizona (2022).
- Bozeman Art Museum, Montana (2022).
- Rockport Center for the Arts, Texas (2023).